# Исланд на Светском првенству у атлетици у дворани 2012.
Исланд су учествовао на Светском првенству у атлетици у дворани 2012. одржаном у Истанбулу од 9. до 11. марта тринаести пут. Репрезентацију Исланда представљала су два такмичара (1 мушкарац и 1 жена), који су се такмичили у две дисциплине.
Исланд није освојио ниједну медаљу нити је остварен неки рекорд.

## Учесници
| Мушкарци: - Trausti Stefánsson — 400 м | Жене: - Храфнхилд Хермоудсдоутир — 60 м |  |

## Резултати

### Мушкарци
| Атлетичар          | Дисциплина | Лични рекорд | Квалификација | Квалификација | Полуфинале           | Полуфинале           | Финале               | Финале       | Детаљи |
| Атлетичар          | Дисциплина | Лични рекорд | Резултат      | Место         | Резултат             | Место                | Резултат             | Место        | Детаљи |
| ------------------ | ---------- | ------------ | ------------- | ------------- | -------------------- | -------------------- | -------------------- | ------------ | ------ |
| Trausti Stefánsson | 400 м      | 48,05        | 48,86         | 4. у гр. 5    | Није се квалификовао | Није се квалификовао | Није се квалификовао | 22 / 31 (32) |        |

### Жене
| Атлетичарка              | Дисциплина | Лични рекорд | Квалификација | Квалификација | Полуфинале            | Полуфинале            | Финале                | Финале       | Детаљи |
| Атлетичарка              | Дисциплина | Лични рекорд | Резултат      | Место         | Резултат              | Место                 | Резултат              | Место        | Детаљи |
| ------------------------ | ---------- | ------------ | ------------- | ------------- | --------------------- | --------------------- | --------------------- | ------------ | ------ |
| Храфнхилд Хермоудсдоутир | 60 м       | 7,69         | 7,97          | 5. у гр. 7    | Није се квалификовала | Није се квалификовала | Није се квалификовала | 44 / 62 (64) |        |